# Can Balasc (Sant Gervasi-Galvany)
Can Balasc (també escrit Balasch) és una masia del barri de Sant Gervasi-Galvany de Barcelona, inclosa a l'Inventari del Patrimoni Arquitectònic de Catalunya. Fins al 1897 pertanyia al terme de les Corts i formava part d'una barriada coneguda com a Can Ràbia.

## Història
El 1657, l'adroguer de Barcelona Bernat Sambasart va establir en emfiteusi a Damià Balasch una peça de terra d'unes 10 mujades, i posteriorment, aquest va adquirir altres finques fins a arribar a 17 mujades (unes 8'5 hectàrees). En el seu testament de 1689 instituí com hereu el seu fill Jaume, que al seu torn, feu testament el 1748 i instituí com a hereu del seu fill Jaume. Aquest feu testament el 1815 i instituí com a hereu la seva neta Margarida Balasch i Nanot, casada amb Joan Fisas i Sanç. El 1849, l'hereu Joan Fisas i Balasch es va casar amb Mercè Buatell i Santomà i rebé la masia en donació dels seus pares, que se'n reservaren l'usdefruit.
Joan Fisas morí el 1903, deixant com a hereva la seva filla Concepció Fisas i Boatell, que poc després es casà amb Josep Mallol i Parellada. El 1917, com a apoderat de la seva dona, arrendà la finca al Real Polo Jockey Club, representat pel banquer Lluís Marsans i Peix. El 1922, la finca fou adquirida per Baldomer de Caralt i Sala i la seva esposa Maria Mas i Martín per 1.850.000 pessetes. Els nous propietaris renovaren el lloguer al Club de Polo, i el 1929 constituïren, juntament amb Josep Llobet i Nicolau, Nadal Berga i González i Jaume Imbert i Font, la societat anònima Compañía General de Urbanizaciones, a la que aportaren la finca com a capital. Tot i que el Pla Comarcal del 1953 i el Pla General Metropolità del 1976 qualificaven els terrenys de Can Balasc com a zona verda, l'especulació urbanística va fer que es reduïssin a 3,3 hectàrees.
El 1932, el Club de Polo es va traslladar als terrenys de la Torre Melina, i el 1935 s'hi va inaugurar el complex Piscines i Esports, que va tancar el 1987. Els propietaris aportaren la finca a la societat anònima Manufactures Mataró i Calella, després Plan 2000, que en concedí una opció de compra per 314 milions de pessetes a Grari SA, el conseller delegat de la qual era Oriol Regàs. Aquest va impulsar un Pla Especial per a la remodelació de la zona, segons el qual, es privatitzaria el 20% del jardí i s'hi construiria un soterrani destinat a aparcament, restaurants i cinemes en una concessió de 50 anys, a canvi de la cessió gratuïta dels terrenys.
Grari SA no va exercir el seu dret de compra, i el 1989 la finca fou adquirida per l'empresa Sotaverd SA, guanyadora del concurs convocat per l'Ajuntament, per 433,8 milions de pessetes. El pla fou impugnat per un grup d'advocats, i tot que el TSJC el va anul·lar, fou presentat novament subsanant el defecte de forma. Finalment, el 1999 l'alcalde Joan Clos hi va inaugurar el nou complex esportiu, amb piscines i un gimnàs DiR soterrat, al qual s'afegí posteriorment una zona de restauració i el cinema multisales Cinesa Diagonal.

## Descripció
Masia típica catalana de planta baixa i primer pis, amb la teulada principal a dues vessants, i disposa d'alguns annexes. A la porta hi ha inscrita la data de 1706, segurament corresponent a la darrera reconstrucció.